# Delphinium sergii
Delphinium sergii är en ranunkelväxtart som beskrevs av O. D. Wissjul.. Delphinium sergii ingår i släktet storriddarsporrar, och familjen ranunkelväxter. Inga underarter finns listade i Catalogue of Life.